# Cariblatta delicatula
Cariblatta delicatula är en kackerlacksart som först beskrevs av Félix Édouard Guérin-Méneville 1857.  Cariblatta delicatula ingår i släktet Cariblatta och familjen småkackerlackor. Inga underarter finns listade.